# Euchenore
Euchenore (in greco antico Εὐχήνωρ) è un personaggio della mitologia greca ed un combattente acheo che partecipò alla guerra di Troia all'interno dell'esercito degli Atridi.

## Nella mitologia

### La profezia del padre
Euchenore, prode guerriero di Corinto, era figlio dell'indovino Polido, il quale aveva ricevuto dagli dei il dono della preveggenza.
Già da fanciullo il padre l'aveva messo in guardia da una morte violenta, la quale lo avrebbe colpito solo se avesse accompagnato Agamennone e Menelao nella loro guerra contro Troia; nello stesso tempo, l'indovino gli rassicurava anche una morte piacevole nella sua casa, ma sempre a condizione che non avesse partecipato alla guerra.
Il giovane rifiutò sin dall'infanzia queste raccomandazioni, ma anzi disse di voler preferire una morte gloriosa ad una ignominiosa e da reietto. In tal modo Polido non poté fare altro per convincere il figlio.

### Nella guerra di Troia
Quando i fratelli Atridi passarono in rassegna le città achee per reclutare le truppe, Euchenore si offrì come volontario e "ben conscio della Chera funesta", partì con le navi che provenivano da Corinto. 

L'eroe combatté nella guerra fino al decimo anno, rivelandosi molto più fortunato degli altri suoi compatrioti che erano morti in guerra precedentemente.
La profezia legata alla vita di Euchenore doveva comunque compiersi cosicché, durante i combattimenti presso le navi degli Achei, mentre il soldato lottava per difendere i suoi navigli dalle torce nemiche, venne trafitto da una freccia scagliata da Paride stesso, la causa della guerra, il quale volle vendicarsi della morte del suo amico Pilemene, eroe dei Paflagoni

## Interpretazione e realtà storica
La vicenda di Euchenore, vittima del destino e costretto a scegliere tra una morte serena, in patria, o violenta, nei combattimenti, è accomunata a numerose altre che riguardano gli eroi, per esempio lo stesso Achille.